# Radek Matějek
Radek Matějek (1973. február 5. –) cseh nemzetközi labdarúgó-játékvezető.

## Pályafutása

### Nemzetközi játékvezetés
A Cseh labdarúgó-szövetség Játékvezető Bizottsága (JB) terjesztette fel nemzetközi játékvezetőnek, a Nemzetközi Labdarúgó-szövetség (FIFA) 2004-től tartotta nyilván bírói keretében. Több nemzetek közötti válogatott és klubmérkőzést vezetett. FIFA JB besorolás szerint 3. (volt 2.) kategóriás bíró. A cseh nemzetközi játékvezetők rangsorában, a világbajnokság-Európa-bajnokság sorrendjében többedmagával a 11. helyet foglalja el 3 találkozó szolgálatával.
Válogatott mérkőzéseinek száma: 5.

#### Világbajnokság
A világbajnoki döntőhöz vezető úton Dél-Koreába és Japánba a XVII., a 2002-es labdarúgó-világbajnokságra a FIFA JB bíróként alkalmazta.

##### Selejtező mérkőzés
| Időpont           | Helyszín                          | Mérkőzés típusa           | Mérkőzés      | Eredmény | Nézők száma |
| ----------------- | --------------------------------- | ------------------------- | ------------- | -------- | ----------- |
| 2008. október 11. | Boris Paichadze Stadion, Tbiliszi | előselejtező (2. csoport) | Grúzia–Ciprus | 1 – 1    | 40 000      |

#### Európa-bajnokság
Franciaország rendezte a 2004-es U17-es labdarúgó-Európa-bajnokságot, ahol az UEFA JB  bíróként foglalkoztatta.
| Időpont        | Helyszín                          | Mérkőzés típusa        | Mérkőzés                  | Eredmény |
| -------------- | --------------------------------- | ---------------------- | ------------------------- | -------- |
| 2004. május 9. | Georges Boulogne Stadion, Amboise | selejtező (A. csoport) | Törökország–Franciaország | 1 – 2    |
| 2004. május 6. | Vallée du Cher Stadion, Tours     | selejtező (B. csoport) | Anglia–Portugália         | 3 – 1    |

Az európai labdarúgó torna döntőjéhez vezető úton Ausztriába és Svájcba a XIII., a 2008-as labdarúgó-Európa-bajnokságra és Ukrajnába és Lengyelországba a XIV., a 2012-es labdarúgó-Európa-bajnokságra az UEFA JB játékvezetőként foglalkoztatta.

##### 2008-as labdarúgó-Európa-bajnokság

###### Selejtező mérkőzés
| Időpont             | Helyszín                      | Mérkőzés típusa           | Mérkőzés                     | Eredmény | Nézők száma |
| ------------------- | ----------------------------- | ------------------------- | ---------------------------- | -------- | ----------- |
| 2007. augusztus 22. | Windsor Park Stadion, Belfast | előselejtező (F. csoport) | Észak-Írország–Liechtenstein | 3 – 1    | 13 000      |

##### 2012-es labdarúgó-Európa-bajnokság

###### Selejtező mérkőzés
| Időpont            | Helyszín                   | Mérkőzés típusa           | Mérkőzés              | Eredmény | Nézők száma |
| ------------------ | -------------------------- | ------------------------- | --------------------- | -------- | ----------- |
| 2010. november 17. | Olimpiai Stadion, Helsinki | előselejtező (E. csoport) | Finnország–San Marino | 8 – 0    | 8192        |